# هلوبینی
هلوبینی (به چکی: Hlubyně) یک منطقهٔ مسکونی در جمهوری چک است که در ناحیه پریبرام واقع شده‌است.